# Papiro 72

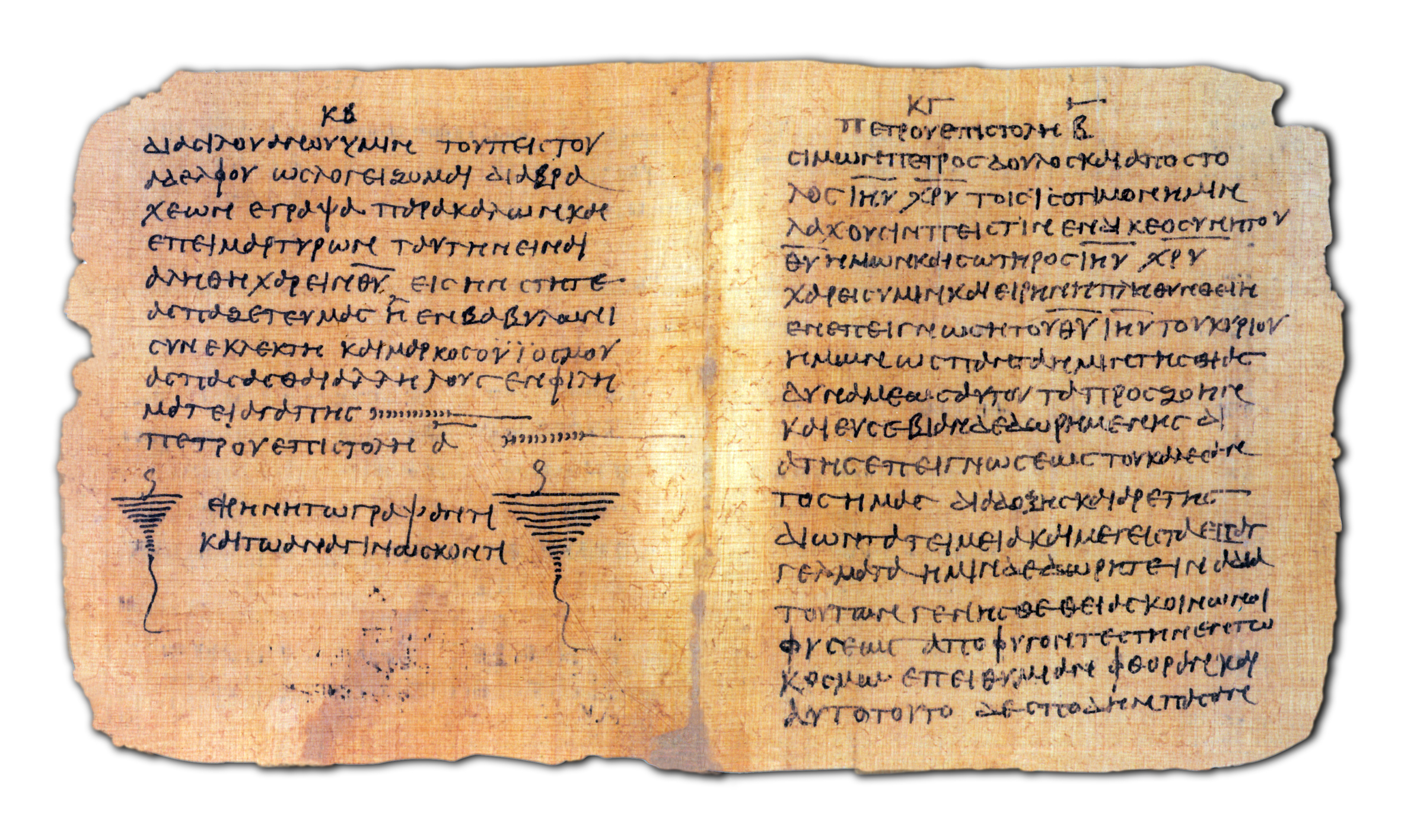
Os dois lados do Papiro Bodmer VIII

Papyrus 72 ({\displaystyle {\mathfrak {P}}}72, Papyrus Bodmer VII-IX) é um antigo papiro do Novo Testamento. Contém todo o texto de 1 Pedro, 2 Peter, e Judas. A paleografia tem atribuído sua data para os séculos III e IV.